# 1990 nos jogos eletrônicos

## Publicações
- A revista Nintendo Magasinet é lançada em agosto na Suécia.
- A revista Ação Games teve sua primeira edição lançada em dezembro, sob o título de A Semana em Ação: Games.[1]

## Empresas
- Novas companhias de games são criadas: Eidos Interactive,[2] Blitz Games Studios[3] e Team17.[4]
- A THQ é estabelecida em Calabasas, Califórnia, em 30 de abril.[5] No mês de setembro, entrou no mercado de games com a aquisição da divisão de videogames da Brøderbund.[6]

## Consoles
- O Mega Drive é lançado na Europa, Austrália e no Brasil.
- A NEC lança o TurboExpress.
- O Game Genie é lançado pela Camerica.
- 31 de janeiro - O Neo-Geo é lançado pela SNK.
- 6 de outubro - O Sega Game Gear é lançado pela Sega.
- 21 de novembro - O Super Famicom é lançado pela Nintendo.

## Jogos
| Mês                                           | Dia do lançamento    | Título                                                  | Desenvolvedora       | Platforma(s)              |
|                                               |                      | 1941: Counter Attack                                    | Capcom               | Arcade                    |
| 4D Sports Tennis                              | Distinctive Software | DOS                                                     |                      |                           |
| A.B. Cop: Air Bike                            | Aicom                | Arcade                                                  |                      |                           |
| Adidas Championship Football                  | Ocean                | Amstrad CPC, Commodore 64, ZX Spectrum                  |                      |                           |
| Advanced Destroyer Simulator                  | Futura               | Amiga, Amstrad CPC, Atari ST, DOS                       |                      |                           |
| Aerial Assault                                | Sega                 | Master System                                           |                      |                           |
| Air Buster                                    | Kaneko               | Arcade                                                  |                      |                           |
| Air Duel                                      | Irem                 | Arcade                                                  |                      |                           |
| Air Inferno                                   | Taito                | Arcade                                                  |                      |                           |
| Alex Kidd in Shinobi World                    | Sega                 | Master System                                           |                      |                           |
| Alien Storm                                   | Sega                 | Arcade                                                  |                      |                           |
| Alpha Waves                                   | Infogrames           | Atari ST                                                |                      |                           |
| Altered Destiny                               | Accolade             | DOS                                                     |                      |                           |
| American Horseshoes                           | Taito                | Arcade                                                  |                      |                           |
| Antago                                        | Art of Dreams        | Amiga, Atari ST                                         |                      |                           |
| Apocalypse                                    | The Fourth Dimension | Acorn Archimedes                                        |                      |                           |
| Aqua Jack                                     | Taito                | Arcade                                                  |                      |                           |
| Ashura Blaster                                | Taito                | Arcade                                                  |                      |                           |
| Assault City                                  | Sega                 | Master System                                           |                      |                           |
| Atomino                                       | Blue Byte            | Amiga, Atari ST                                         |                      |                           |
| Awesome                                       | Reflections          | Amiga, Atari ST                                         |                      |                           |
| Basketbrawl                                   | Atari                | Atari 7800                                              |                      |                           |
| Bonanza Bros.                                 | Sega                 | Arcade                                                  |                      |                           |
| Captive                                       | Mindscape            | Atari ST                                                |                      |                           |
| DJ Boy                                        | Kaneko               | Arcade, Mega Drive                                      |                      |                           |
| Final Lap 2                                   | Namco                | Arcade                                                  |                      |                           |
| G-LOC: Air Battle                             | Sega                 | Arcade                                                  |                      |                           |
| Gauntlet: The Third Encounter                 | Atari                | Atari Lynx                                              |                      |                           |
| James Pond                                    | Vectordean           | Amiga, Atari ST                                         |                      |                           |
| Lotus Esprit Turbo Challenge                  | Magnetic Fields      | Amiga, Amstrad CPC, Atari ST, Commodore 64, ZX Spectrum |                      |                           |
| Mad Dog McCree                                | American Laser       | Arcade                                                  |                      |                           |
| Mega Man                                      | Capcom               | DOS                                                     |                      |                           |
| Midnight Mutants                              | Atari                | Atari 7800                                              |                      |                           |
| Mission: Impossible                           | Konami               | NES                                                     |                      |                           |
| Moonwalker                                    | Sega                 | Arcade                                                  |                      |                           |
| Ninja Combat                                  | Alpha Denshi         | Arcade                                                  |                      |                           |
| Ninja Golf                                    | BlueSky              | Atari 7800                                              |                      |                           |
| Out Zone                                      | Toaplan              | Arcade                                                  |                      |                           |
| Palamedes                                     | Taito                | Arcade                                                  |                      |                           |
| Pistol Daimyo no Bōken                        | Namco                | Arcade                                                  |                      |                           |
| Pit-Fighter                                   | Atari                | Arcade                                                  |                      |                           |
| Railroad Tycoon                               | MicroProse           | Amiga, Atari ST, DOS                                    |                      |                           |
| Rampart                                       | Atari                | Arcade                                                  |                      |                           |
| Robo-Squash                                   | Atari                | Atari Lynx                                              |                      |                           |
| Skate or Die 2: The Search for Double Trouble | Electronic Arts      | NES                                                     |                      |                           |
| Sonic Blast Man                               | Taito                | Arcade                                                  |                      |                           |
| Super BurgerTime                              | Data East            | Arcade                                                  |                      |                           |
| The Adventures of Rad Gravity                 | Interplay            | NES                                                     |                      |                           |
| The Ultimate Stuntman                         | Codemasters          | NES                                                     |                      |                           |
| Todd's Adventures in Slime World              | Epyx                 | Atari Lynx                                              |                      |                           |
| Ultima VI: The False Prophet                  | Origin               | Amiga, Commodore 64, DOS                                |                      |                           |
| World Stadium '90                             | Namco                | Arcade                                                  |                      |                           |
| WWF WrestleMania Challenge                    | Rare                 | NES                                                     |                      |                           |
| Zarlor Mercenary                              | Epyx                 | Atari Lynx                                              |                      |                           |
| M A R Ç O                                     | 9                    | Air Diver                                               | Copya System         | Mega Drive                |
| M A R Ç O                                     | 16                   | Yo! Noid                                                | Now Production       | NES                       |
| A B R I L                                     |                      | Snake's Revenge                                         | Konami               | NES                       |
| A B R I L                                     | 6                    | Ninja Gaiden II: The Dark Sword of Chaos                | Tecmo                | NES                       |
| A B R I L                                     | 21                   | Phantasy Star III: Generations Of Doom                  | Sega                 | Mega Drive                |
| A B R I L                                     | 26                   | Magician Lord                                           | Alpha Denshi         | Arcade, Neo-Geo           |
| A B R I L                                     | 27                   | Final Fantasy III                                       | Square               | NES                       |
| M A I O                                       | 25                   | Ayakashi no Shiro                                       | SETA                 | Game Boy                  |
| J U N H O                                     | 11                   | Adventures in the Magic Kingdom                         | Capcom               | NES                       |
| J U N H O                                     | 22                   | S.C.A.T.: Special Cybernetic Attack Team                | Natsume              | NES                       |
| J U N H O                                     | 29                   | Columns                                                 | Sega                 | Master System, Mega Drive |
| J U L H O                                     |                      | The Amazing Spider-Man                                  | Rare                 | Game Boy                  |
| J U L H O                                     | 12                   | Kyūkai Dōchūki                                          | Namco                | Arcade                    |
| J U L H O                                     | 20                   | Metal Gear 2: Solid Snake                               | Konami               | MSX2                      |
| J U L H O                                     | 27                   | Dr. Mario                                               | Nintendo             | Arcade, Game Boy, NES     |
| A G O S T O                                   | 8                    | Amazing Penguin                                         | Natsume              | Game Boy                  |
| A G O S T O                                   | 31                   | Atomic Punk                                             | Hudson               | Gameboy                   |
| S E T E M B R O                               | 7                    | Valis III                                               | Telenet Japan        | PC Engine                 |
| S E T E M B R O                               | 26                   | Wing Commander                                          | Origin               | DOS                       |
| S E T E M B R O                               | 28                   | Mega Man 3                                              | Capcom               | NES                       |
| O U T U B R O                                 |                      | Mr. Chin's Gourmet Paradise                             | Romstar              | Game Boy                  |
| O U T U B R O                                 |                      | Stunts                                                  | Distinctive Software | DOS                       |
| O U T U B R O                                 | 12                   | Astro Rabby                                             | Cyclone System       | Gameboy                   |
| O U T U B R O                                 | 19                   | Akumajō Special: Boku Dracula-kun                       | Konami               | Sierra                    |
| O U T U B R O                                 | 23                   | Amida                                                   | Sofix                | Game Boy                  |
| O U T U B R O                                 | 26                   | After Burst                                             | Masaya               | Game Boy                  |
| O U T U B R O                                 | 26                   | Astro Fang: Super Machine                               | Soft Machine         | NES                       |
| N O V E M B R O                               | 9                    | King's Quest V                                          | Sierra               | DOS                       |
| N O V E M B R O                               | 20                   | Castle of Illusion Starring Mickey Mouse                | Sega                 | Mega Drive                |
| N O V E M B R O                               | 21                   | F-Zero                                                  | Nintendo             | Super Famicom             |
| N O V E M B R O                               | 21                   | Super Mario World                                       | Nintendo             | Super Famicom             |
| D E Z E M B R O                               |                      | Thunder & Lightning                                     | SETA, Romstar        | Arcade, NES               |
| D E Z E M B R O                               | 14                   | Commander Keen in Invasion of the Vorticons             | id Software          | MS-DOS                    |
| D E Z E M B R O                               | 14                   | Zombie Nation                                           | KAZe                 | NES                       |
| D E Z E M B R O                               | 16                   | ActRaiser                                               | Quintet              | Super Famicom             |
| D E Z E M B R O                               | 20                   | Arrow Flash                                             | Sega                 | Mega Drive                |
| D E Z E M B R O                               | 21                   | Pilotwings                                              | Nintendo             | Super Famicom             |